# Eurytides orabilis
Espèce
Eurytides orabilis est un insecte lépidoptère de la famille des Papilionidae, de la sous-famille des Papilioninae et du genre Eurytides.

## Dénomination
Eurytides orabilis a été décrit par Arthur Gardiner Butler, en 1872 sous le nom initial de Papilio orabilis.

### Sous-espèces
- Eurytides orabilis orabilis
- Eurytides orabilis isocharis (Rothschild et Jordan, 1906)[1].

### Nom vernaculaire
Eurytides orabilis se nomme Thick-edged Kite-Swallowtail en anglais.

## Description
Eurytides orabilis est un papillon au corps noir, d'une envergure de 46 mm à 56 mm, aux ailes antérieures à bord externe concave et ailes postérieures à très longue queue. Le dessus est de couleur blanche avec aux ailes antérieures l'apex et une large bordure marginale marron et deux courtes bandes marron à partir du bord costal. Les postérieures présentent dans la bordure marron des lunules bleues et une tache anale rouge.
Le revers est semblable avec en plus aux postérieures une bordure marron du bord interne.

## Biologie

### Plante hôte
La plante hôte de sa chenille est Guatteria tonduzii.

## Écologie et distribution
Eurytides orabilis est présent au Costa Rica, au Guatemala, à Panama, dans l'ouest de la Colombie et de l'Équateur.

### Protection
Pas de statut de protection particulier.